# Ethan Stiefel
 Ethan Stiefel (* 1973 in Tyrone, Pennsylvania) ist ein US-amerikanischer Balletttänzer. Er hat beim American Ballet Theatre den Rang eines Principal dancer inne.

## Leben
Ethan Stiefel begann seine Ausbildung im Alter von acht Jahren in Madison, Wisconsin. Er setzte sein Balletttraining an der Milwaukee Ballet School und am Pennsylvania Youth Ballet fort, bevor er in New York an der American Ballet Theatre's School of Classical Ballet und der School of American Ballet weiterstudierte. Mit 16 Jahren erhielt er ein Engagement im Corps de ballet des New York City Ballet (NYCB) und gewann eine Silbermedaille beim Prix de Lausanne. 1992 kürte ihn die New York Times zum Tänzer des Jahres.
1995, gerade 22 Jahre alt, wurde er beim NYCB zum Principal Dancer ernannt und tanzte viele Hauptrollen in Choreografien von Balanchine, darunter A Midsummer Night’s Dream, Stars and Stripes, Symphony in C, Tchaikovsky Pas de Deux und andere. Er trat in seiner Zeit am NYCB auch in Werken von Jerome Robbins und Peter Martins auf und war Gasttänzer u. a. beim Royal Ballet, Mariinski-Theater und dem Teatro Colón.
1997 wechselte Stiefel als Principal Dancer zum benachbarten American Ballet Theatre. Zu seinen klassischen Hauptrolle dort gehörten bisher Afternoon of a Faun, Solor in La Bayadère, Franz in Coppélia, Albrecht in Giselle und Jean de Brienne in Raimonda nebst anderen. Er trat außerdem in modernen Stücken auf, u. a. von Twyla Tharp, und kreierte zahlreiche Rollen, darunter in Black Tuesday und HereAfter (Heaven).
Stiefel spielte 2000 die Rolle des Cooper Nielson in dem US-amerikanischen Film Center Stage, ebenso 2008 in der Fortsetzung Center Stage 2 und in Center Stage: On Pointe (2016).
Seit 2007 ist Stiefel Dekan der School of Dance an der North Carolina School of the Arts.